# اومال (کمون)
اومال (به فرانسوی: Aumale) یک کمون در فرانسه است که در canton of Aumale واقع شده‌است. اومال ۹٫۰۶ کیلومتر مربع مساحت دارد ۱۳۰ متر بالاتر از سطح دریا واقع شده‌است.